# Eichenberg (bei Suhl)
Eichenberg ist eine Gemeinde im Landkreis Hildburghausen in Thüringen. Die Gemeinde gehört der Verwaltungsgemeinschaft Feldstein mit Verwaltungssitz in der Stadt Themar an.

## Geografie
Eichenberg liegt am Übergang des Thüringer Waldes in das Tal der Werra etwa 10 Kilometer südlich von Suhl. Etwa zwei Kilometer nördlich erhebt sich mit dem 692 Meter hohen Schneeberg der höchste Berg des so genannten Kleinen Thüringer Waldes.

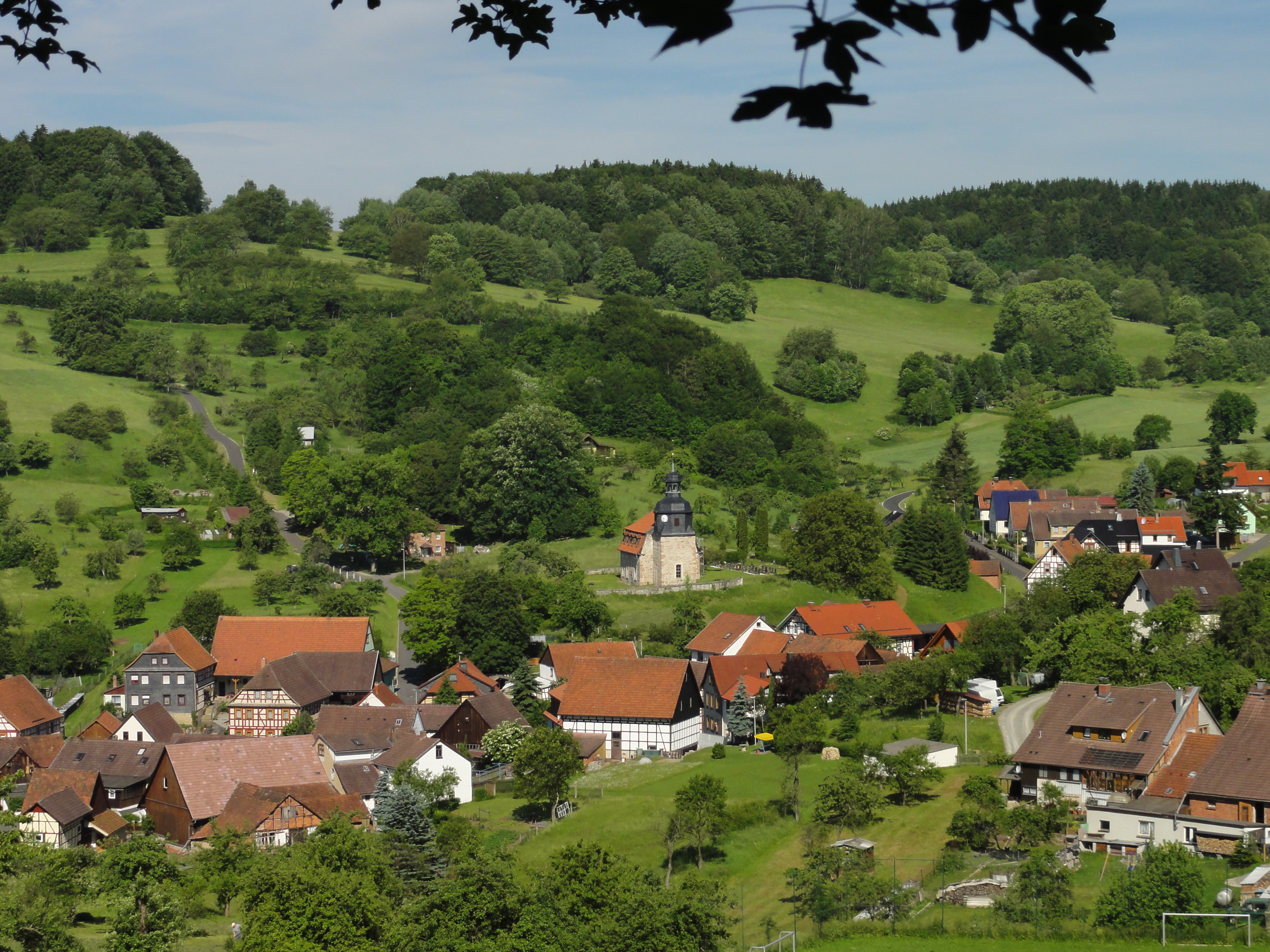
Ortsansicht von Eichenberg

## Geschichte
Eine erstmalige Erwähnung fand das Dorf in einer Urkunde vom 7. August 1130. Zwar taucht eine Nennung Eychyneberg bereits in einer auf den 26. August des Jahres 1111 datierten Urkunde des römisch-deutschen Kaisers Heinrich V. auf, jedoch muss diese Urkunde wohl den aus einer späteren Zeit stammenden sogenannten Reinhardsbrunner Fälschungen zugerechnet werden.
Bis 1815 gehörte der Ort zum hennebergischen bzw. kursächsischen Amt Schleusingen. Von 1815 bis 1945 gehörte Eichenberg zu Preußen, verwaltungsmäßig  zum Landkreis Schleusingen. Von 1946 bis 1994 gehörte Eichenberg zum Kreis Suhl-Land. Seit 1. Juli 1994 ist die Gemeinde in den Kreis Hildburghausen eingegliedert.

## Politik
Der Gemeinderat in Eichenberg besteht aus sechs Ratsmitgliedern, die bei der Kommunalwahl 2014 in einer Mehrheitswahl gewählt wurden.
Bürgermeister der Gemeinde ist Lutz Röhrig. Er wurde am 24. Februar 2019 gewählt.

## Kultur und Sehenswürdigkeiten

### Bauwerke
Auf einer Anhöhe an der Westseite des Ortes erhebt sich die das Ortsbild bestimmende evangelische Kirche. In der Ortsmitte befindet sich ein kleiner Park mit Brunnen sowie ein Denkmal zu Ehren der in den zwei Weltkriegen gefallenen Eichenberger.

## Verkehr
Von Eichenberg führen Ortsverbindungsstraßen in Richtung Bischofrod, Lengfeld und Grub.

## Persönlichkeiten
- Robert Gladitz (1892–1945), sozialistischer Widerstandskämpfer gegen das NS-Regime